# ISRU

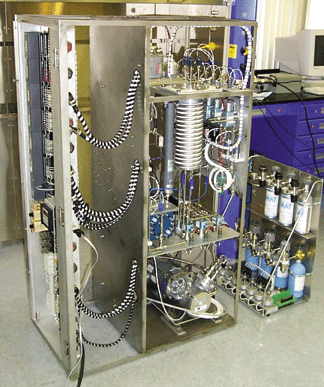
ISRU experiment s výrobou Vodního plynu (NASA KSC).

ISRU je zkratka využívaná v kosmonautice pro in-situ resource utilization neboli využívání místních zdrojů. ISRU technologie jsou takové, které využívají a zpracovávají zdroje nalezené nebo vyrobené na cizím vesmírném tělese (Měsíc, Mars atd...) k dalším úkolům vesmírného letu.
Podle NASA, „ISRU umožní vznik cenově dostupného mimozemského průzkumu a jiných operací, díky snížení hmotnosti nákladu, který musí startovat ze Země“.
ISRU nebyly zatím nikdy využity ve vesmíru, ale zastánci vesmírného výzkumu je přesto považují za způsob jak velmi výrazně snížit množství nákladu, který musí být vynesen ze Země pro výzkum mimozemského tělesa.

## Využití
ISRU může poskytnout látky potřebné pro podporu života, raketové palivo, stavební materiály a energii pro automatické sondy nebo posádku vysazenou na cizím vesmírném tělese.

### Výroba solárních článků
Již dlouhou dobu je známý návrh na výrobu solárních článků pouze z materiálů, které se nacházejí na měsíčním povrchu. Původní návrh je známý jako satelit pro využití solární energie a měl sloužit jako zdroj alternativní energie pro Zemi. Solární články by byly přepraveny na oběžnou dráhu Země a sestaveny v obrovskou solární elektrárnu. Získaná energie by byla na povrch Země přenášena mikrovlnami.
Návrh nebyl nikdy uskutečněn, především kvůli předpokládaným obrovským nákladům a nutným složitým operacím na povrchu měsíce. Skromnější znovuoživení tohoto snu je výroba solárních článků pro zásobování měsíčních základen. Návrhem pro zjednodušení výroby je využití fluoru přivezeného ze Země ve formě fluoridu draselného k oddělení surových materiálů z lunárního kamene.

### Raketové palivo
Další navrhovanou možností je výroba raketového paliva z vodního ledu. Ve většině návrhů je využita elektrolýza vody k oddělení vodíku a kyslíku. Mezi předpovídané problémy patří práce za extrémně nízké teploty i prosté vykopání materiálu. Existují také návrhy k zahřátí vody v jaderném nebo solárním termálním raketovém motoru , který se zdá být účinnější v dopravě nákladu na oběžnou dráhu Země. Jeho efektivita spočívá v tom, že nemusíme na měsíc přinést velké množství přístrojů nutných pro elektrolýzu. Také hliník, který patří mezi měsíční zdroje, je možné využít jako raketové palivo. Návrhy předpokládají jeho využití v reakci s vodou.